# لوکا موندینی
لوکا موندینی (انگلیسی: Luca Mondini؛ زادهٔ ۲۵ فوریهٔ ۱۹۷۰) بازیکن فوتبال اهل ایتالیا است.
از باشگاه‌هایی که در آن بازی کرده‌است می‌توان به باشگاه فوتبال اینتر میلان، باشگاه فوتبال اسپتزیا، باشگاه ورزشی لاتزیو، باشگاه فوتبال کرمونزه، باشگاه فوتبال پادوا، باشگاه فوتبال سمپدوریا، باشگاه فوتبال رجانا، باشگاه فوتبال بنونتو، باشگاه فوتبال کومو، باشگاه فوتبال ویچنزا، و باشگاه فوتبال ناپولی اشاره کرد.